# Franz Baumann (Sänger)
Franz Baumann (* 7. Dezember 1890 in Stettin; † 23. Dezember 1965 in Berlin) war ein deutscher Sänger, Schauspieler und Liedtexter.

## Leben
Franz Baumann studierte zunächst Germanistik in Berlin, Jena und Heidelberg. Im Anschluss absolvierte er eine Gesangsausbildung in Wiesbaden, Mailand und Neapel. Seine Künstlerkarriere begann Baumann als Konzertsänger, wobei er sich vor allem Liedern von Franz Schubert widmete. Aber auch Volkslieder, Operettenweisen und Schlager der gehobenen Kategorie befanden sich in seinem Repertoire. Viele Schallplattenaufnahmen unterstrichen seinen Erfolg, der schließlich auch im internationalen Rahmen eintrat. So gab er auch viele Konzerte in Holland und der Schweiz. Mehrfach übernahm Baumann bis 1933 auch Spielfilmrollen.
Die zunehmende Verbreitung des Rundfunks brachte Baumann einen weiteren Karriereschub als Sänger. Seine Stimme eignete sich gut für das neue Medium, und bei einem längeren Aufenthalt in New York stand er auch für dortige Sender vor dem Mikrofon. Ebenso war seine Stimme im Radio von Paris und beim BBC zu hören. Die rundfunktechnische Fachzeitschrift Der Funkspruch zeigte sich in ihrer Ausgabe vom 22. Juli 1928 stolz über diesen Erfolg:

„Als erster und einziger deutscher Sänger hat Franz Baumann vor kurzem eine Woche lang am Londoner Rundfunksender mit beispiellosem Erfolg gesungen und nicht nur hierbei für sich einen Riesenerfolg gebucht, sondern auch dem deutschen Lied einen neuen internationalen Freundeskreis erschlossen. Baumann sang in London deutsche Volkslieder in deutscher und englischer Sprache. Interessant ist, daß die Londoner Tagespresse u. a. folgendes schreibt: ‚Franz Baumann singt in vier Sprachen, und das Englische beherrscht er so vollkommen, dass er gesungen hat ohne auch nur den Verdacht einens fremden Akzents.‘ Man bezeichnete ihn drüben in der Presse allgemein als den deutschen Rundfunk- und ‚Grammophon‘-Star.“

1937 kehrte Baumann endgültig nach Deutschland zurück. Er galt als der „beliebteste Rundfunktenor“ in Deutschland, dessen Karriere auch nach 1933 ungebremst weiter ging.

Bereits im Jahr 1931 hatte er das Lied Weit ist der Weg zurück ins Heimatland getextet und auch selbst auf Schellackplatte gesungen. Dieses Marschlied wurde in dem ausländerfeindlichen Film Flüchtlinge (1933) verwendet und avancierte (mit verändertem und erweitertem Text) zum Kampflied der Hitlerjugend. Als Komponist wurde Ernst Erich Buder genannt, doch ging es in Wahrheit auf ein populäres englisches Lied aus dem Ersten Weltkrieg zurück. Nach dem Zweiten Weltkrieg tauchte das Lied mit Baumanns Text wieder in Liederbüchern der Bundeswehr auf, auch der Sänger Heino hatte in seinem Repertoire. In dem Bekenntnislied Deutschland, du Land der Treue (nach der Melodie von Blau Äugelein von Theodore F. Morse) textete Baumann die Zeilen: 

„Hakenkreuzfahnen, schwarz, weiß und rot,
 grüßen und mahnen: Seid getreu bis zum Tod!
 Deutsche, seid Brüder, reicht euch die Hand!
 Heil unserm Führer! Heil dem Vaterland!“

 Der Liedtext wurde im Arbeitsdienst-Liederbuch (1934) und in Singend marschieren wir (1938) abgedruckt.
Die überwiegende Zahl der anderen von Baumann verfassten Texte waren unpolitischer Natur und passten in den Unterhaltungsmainstream der 1930er Jahre. So verfasste er die deutschen Texte zu den Schlagern Ramona, Altes Spinnrad, Heimweh nach Virginia, Donkey-Serenade und Moonlight-Serenade. Auch dichtete er viele Liedtexte für Spielfilme, unter anderem auch für den anti-englischen Propagandafilm Mein Leben für Irland (Lieder: Nun schultert eure Stöcke Jungs und Wir sind von St. Edwards) sowie für den Paul-Hörbiger-Film Drei Mäderl um Schubert (Lied: Leise singt die Nachtigall).
Aus der Zeit nach dem Zweiten Weltkrieg sind keine Lieder mehr von Baumann nachweisbar. Er starb 1965, 75-jährig, an den Folgen zweier Verkehrsunfälle in Berlin.

## Filmographie
Darsteller
- 1919: Die weißen Rosen von Ravensberg
- 1920: Hoppla, Herr Lehrer
- 1927: Ich war zu Heidelberg Student
- 1928: Das deutsche Lied
- 1929: In Jena sind alle Mädels so blond
- 1930: Student sein, wenn die Veilchen blühen
- 1932: Der falsche Tenor (Kurzfilm)
- 1933: Die kleine Schwindlerin

Liedtexter für Filme
- 1933: Flüchtlinge
- 1936: Drei Mäderl um Schubert
- 1936: Der Bettelstudent
- 1936: Das Mädchen Irene
- 1936: Ave Maria
- 1936/37: Die Stimme des Herzens
- 1937: Urlaub auf Ehrenwort
- 1937: La Habanera
- 1938: Nanon
- 1938: Capriccio
- 1940: Mädchen im Vorzimmer
- 1941: Mein Leben für Irland

## Diskographie
CD (Auswahl)
- Ich war nie mit Lilly allein (auf zahlreichen Samplern, unter anderem: Die Goldenen Zwanziger, Membran International 2004)
- Kokolores (Sampler Das Grammophon erobert die Wohnzimmer, Membran International 2004)
- Weit ist der Weg zurück ins Heimatland (Sampler Schlager im Spiegel der Zeit 1931, Bear Family 2010)
- Grüße aus der Heimat (Sampler Grüße aus dem Böhmerwald, Roba Digital/Flex Media 2011)

Selbstgesungene Schellackplatten mit eigenem Text (Auswahl)
- Einmal nur hat mir dein Herz gehört (Musik: Drooning), Grammophon 22377
- Heut sing ich nur für dich (Musik: Walter Bransen-Franz Baumann), Odeon 0-2082, Vox 3580, Polidor 20744
- Liebchen, Gute Nacht (Musik: Walter Bransen), Grammophon 21214, Homocord 4-2534
- Maria della Salute (Musik: Hans Ailbout), Grammophon 10096
- Rio Grande (traditionelles Seemannslied), Grammophon 2039
- Wenn die kleine Mandoline singt (Musik Hans Ailbout), Grammophon 2586 und 2039